# Яновский, Михаил Владимирович (правовед)
Михаи́л Влади́мирович Яно́вский (укр. Михайло Володимирович Яновський; 9 июня 1923, Красноярск, Енисейская губерния, РСФСР, СССР — 18 августа 1993, Харьков, Украина) — советский и украинский учёный-правовед, специалист в области международного права. Доктор юридических наук (1971), профессор (1974). Окончил Харьковский юридический институт и аспирантуру в этом же вузе у академика В. М. Корецкого. Затем работал в Ташкентском юридическом институте, Среднеазиатском и Кишинёвском университетах. В 1960-х — 1970-х годах был заведующим Сектором государства и права Отделения философии и права Академии наук Молдавской ССР. 
С 1973 года работал в Харьковском юридическом институте, где был профессором (1973—1977) и заведующим кафедрой (1977—1993) международного права и государственного права зарубежных стран. С 1992 года был членом-корреспондентом Академии правовых наук Украины и исполняющим обязанности академика-секретаря отделения международного права этой научной организации. Научный руководитель профессоров В. А. Рияки и М. В. Буроменского.

## Биография
Михаил Яновский родился 9 июня 1923 года в Красноярске РСФСР. Высшее образование получил в Харьковском юридическом институте имени Л. М. Кагановича, который окончил в 1948 году. Затем Яновский учился в аспирантуре у академика Владимира Михайловича Корецкого. Одновременно с Михаилом Яновским аспирантами Корецкого были будущие профессора Игорь Лукашук и Владимир Семёнов.
В 1951 году он окончил аспирантуру. Данные о следующих нескольких годах биографии Яновского разнятся. Одни источники пишут, что по окончании аспирантуры Яновский получил распределение на работу в Ташкентский юридический институт и занял в нём должность преподавателя (по другим данным с 1951 по 1955 год был сначала старшим преподавателем, а затем исполняющим обязанности доцента на кафедре государственного права этого вуза). Другие источники утверждают, что с 1951 по 1955 год он работал на аналогичной должности в Харьковском юридическом институте. В 1954 году под научным руководством академика Корецкого в Институте государства и права Академии наук СССР защитил диссертацию на соискание учёной степени кандидата юридических наук по теме «Борьба СССР за справедливое решение территориальных вопросов в период после Второй мировой войны (проблема „приобретения“ государственности территории в международном праве)».
В 1955 году стал доцентом на юридическом факультете Среднеазиатского государственного университета. Проработал на этой должности до 1962 года, параллельно с этим с января по август 1959 года работал в Институте философии и права Академии наук Узбекской ССР, где занимал должность старшего научного сотрудника. Начиная с 1962 года работал в Молдавской ССР. Сначала был доцентом, а затем исполняющим обязанности профессора кафедры государственно-правовых дисциплин в Кишинёвском государственном университете. Не оставляя работы в вузе, в 1969 году стал заведующим Сектора государства и права Отделения философии Академии наук Молдавской ССР. В 1960-х годах участвовал в конференциях Ассоциации международного права, которые проходили в Гамбурге в 1960 году, в Брюсселе в 1962 году и в Хельсинки в 1966 году. Также в 1963 году Яновский был включён в состав редакционной коллегии сборника научных трудов «Советский ежегодник международного права» (был членом редколлегии до 1981 года).
По разным данным, в 1968 либо в 1971 году на объединённом заседании Института философии и Института государства и права Академии наук Украинской ССР защитил диссертацию на соискание степени доктора юридических наук по теме «Генеральная Ассамблея ООН и прогрессивное развитие международного права». На защите этой работы его официальными оппонентами были профессора Роман Бобров, Игорь Лукашук и Григорий Тункин. По воспоминаниям профессора Владимира Денисова, после защиты докторской диссертации М. В. Яновского, академик Корецкий назвал её образцовой. В 1971 году Яновскому была присвоена докторская степень.
В 1973 году Яновский начал работать профессором на кафедре международного права и государственного права зарубежных стран Харьковского юридического института. При этом он до 1978 года продолжал оставаться профессором в Кишинёвском университете и до 1979 года возглавлял Сектор государства и права Академии наук Молдавской ССР (по другим данным оставил эту должность в 1970 году). В 1974 году Михаилу Владимировичу было присвоено учёное звание профессора. В том же году он стал членом специализированного учёного совета по защите докторских диссертаций при факультете международных отношений Киевского государственного университета им. Т. Г. Шевченко (входил в этот совет до 1981 года). Кроме того, профессор Яновский был приглашён читать лекции по дисциплине «международное право» в Донецкий государственный университет, Киевский государственный университет им. Т. Г. Шевченко и в Удмуртский государственный университет.
Четыре года работал профессором кафедры международного права и государственного права, а в 1977 году был избран заведующим этой кафедрой. Работая на этой должности занялся развитием аспирантуры на кафедре. Под научным руководством Михаила Яновского были успешно защищены одна докторская и восемь кандидатских диссертаций. Среди учёных, защитивших кандидатские диссертации под руководством Яновского, были: В. А. Рияка (1983), М. В. Буроменский (1984 — кандидатская диссертация и 1998 — докторская диссертация), А. А. Попов (1984), Л. Д. Тимченко (1989), И. Б. Кудас, О. В. Тарасов (1995; осуществлял научное руководство совместно с В. А. Риякой). Под руководством Яновского на кафедре была возрождена харьковская научная школа международного права. В 1985 году принял участие в брюссельском симпозиуме юристов-демократов. Оставался заведующим кафедрой вплоть до своей смерти.
В 1992 году в Харькове была создана общественная Академия правовых наук Украины, тогда же Михаил Яновский был избран её членом-корреспондентом. В составе Академии было создано семь отделений, среди которых было отделение международного права. Яновский стал исполняющим обязанности академика-секретаря этого отделения. Михаил Владимирович скончался 18 августа 1993 года в Харькове (Украина) после тяжёлой и продолжительной болезни.

## Научная деятельность и основные труды
Будучи специалистом в области международного права Михаил Владимирович сконцентрировал свой исследовательский интерес на проблемах права международных организаций и международной правосубъектности. За период своей научной деятельности профессор Яновский стал автором и соавтором более чем 125 научных трудов. Его работы публиковались на восьми языках (английском, болгарском, молдавском, немецком, португальском, русском, узбекском и украинском).
Особое место в научной деятельности профессора Яновского занимало исследование правовых аспектов Организации Объединённых Наций. В 1971 году была издана монография Михаила Яновского «Генеральная Ассамблея ООН (международно-правовые вопросы)». Данная работа была посвящена роли международных организаций в международном праве, и продолжала оставаться актуальной к середине 2010-х годов. Исследуя указанную тему Яновский, первым в советской науке международного права сделал вывод об обязательном характере некоторых резолюций принимаемых Генеральной Ассамблеей ООН. По словам учёного в области международного права В. Н. Денисова, имя профессора Яновского после издания этой монографии приобрело особую известность как среди советских, так и среди зарубежных учёных в этой отрасли юриспруденции. Саму же монографию Денисов называл новаторской.
В некоторых своих работах изданных в середине 1980-х годов, Яновский также как и ряд других советских правоведов-международников (С. Р. Вихарев, В. В. Евгеньев, В. М. Корецкий, В. И. Лисовский) отстаивал концепцию, что республики СССР, также как и сам Советский Союз являются субъектами международного права. При этом, по мнению исследователей, союзные республики сохранили свою самостоятельность после вхождения в состав СССР передав в его компетенцию лишь часть своих прав.
В 1982 году под редакцией члена-корреспондента Академии наук СССР Г. И. Тункина был издан учебник по международному праву, одним из соавтором которого выступил профессор Яновский. Впоследствии данная работа была переведена и издана на нескольких иностранных языках. Другая работа Яновского написанная в соавторстве «Политическая система СССР» была издана в 1973 году на английском языке.
Среди его других трудов, основными считаются:
- «Мирные средства разрешения международных споров» (1957);
- «Юридическая сила резолюций Генеральной Ассамблеи и Устав ООН» (1965);
- «Советская наука о юридической силе резолюций Генеральной Ассамблеи и Устав ООН» (1966);
- «Апартеид — международное преступление (осуждение ООН политики апартеида, проводимой политикой ЮАР)» (1969);
- «Роль ООН в формировании норм международного космического права» (1969);
- «Международная правосубъектность» (1971, соавтор).

## Личность и память
Коллега Михаила Яновского из Киева профессор Владимир Денисов описывал его как высокоинтеллигентного, толерантного человека, который пользовался большим уважением среди коллег. Сотрудники по кафедре в харьковском вузе характеризовали Михаила Владимировича как человека высокой эрудиции, тонкого знатока международного права и прекрасного педагога.
В Национальном юридическом университете имени Ярослава Мудрого (до 1991 года — Харьковский юридический институт) проходят международно-правовые чтения, которые посвящены памяти профессоров Владимира Семёнова и Михаила Яновского.